# Worm Infested
Worm Infested es el segundo EP de la banda de death metal Cannibal Corpse, se lanzó al mercado el 1 de julio de 2003, a través de la compañía discográfica Metal Blade Records. Worm Infested es un EP recopilatorio grabado durante 1996-2001, incluye canciones inéditas de su autoría escritas y compuestas en 2003 y tres versiones.

## Lista de canciones
| N.º   | Título                                                                   | Duración |  |
| 1.    | «Systematic Elimination»                                                 | 2:53     |  |
| 2.    | «Worm Infested»                                                          | 3:29     |  |
| 3.    | «Demon's Night» (versión de Accept.)                                     | 4:16     |  |
| 4.    | «The Undead Will Feast» (del álbum Eaten Back to Life con George Fisher) | 2:53     |  |
| 5.    | «Confessions» (versión de Possessed)                                     | 2:56     |  |
| 6.    | «No Remorse» (versión de Metallica)                                      | 6:15     |  |
| 22:42 |                                                                          |          |  |

## Miembros
- George Fisher - voz
- Alex Webster – bajo
- Jack Owen - guitarra
- Pat O'Brien - guitarra
- Paul Mazurkiewicz – batería